# Cyber Age

Cyber Age - 30 minutes dans le futur, puis Cyber Age - 28 minutes dans le futur est un jeu de rôles basé sur le système SimulacreS, paru chez Descartes éditeur en 1990 puis réédité en 1995 dans le hors-série n°16 du magazine Casus Belli.
Il offre aux joueurs un univers cyberpunk complet et relativement classique, mais très varié dans ses possibilités. Il se distingue par des règles de création de personnage très biographiques.